# Лави (Лодзинське воєводство)
Лави (пол. Ławy) — село в Польщі, у гміні Белхатув Белхатовського повіту Лодзинського воєводства.
Населення — 228 осіб (2011).
У 1975-1998 роках село належало до Пйотрковського воєводства.

## Демографія
Демографічна структура станом на 31 березня 2011 року:
|          | Загалом | Допрацездатний вік | Працездатний вік | Постпрацездатний вік |
| -------- | ------- | ------------------ | ---------------- | -------------------- |
| Чоловіки | 125     | 23                 | 95               | 7                    |
| Жінки    | 103     | 18                 | 69               | 16                   |
| Разом    | 228     | 41                 | 164              | 23                   |